# Cabra de bruc
La cabra de bruc (Lactarius pseudoscrobiculatus) és una espècie de fong de l'ordre dels russulals (Russulales). És una lleterola del grup de les cabres. És de distribució mediterrània i creix preferentment en boscos de planifolis de la plana.

## Taxonomia
Lactarius pseudoscrobiculatus va ser descrita per Basso T, Neville P i Poumarat S l'any 2001.
La filogènia de l'espècie ha estat revisada.

## Descripció
Bolet de solitari a espars a gregari; de mida mitjana; de barret de 5 a 10 de diàmetre; barret primer plano-convex, després pla i finalment infundibuliforme, amb el marge involut durant molt de temps; cutícula viscosa, fins i tot glutinosa en temps humit, netament peluda, sobretot vers el marge, amb zonacions concèntriques no massa marcades, superfície de color crema clar, groc més o menys citrí, i amb tonalitats més ataronjades en els exemplars vells, que tenen taques de color bru, més o menys evidents.
Làmines denses, adnates o feblement decurrents, de color crema a crema ataronjat, que es taquen de bru en els exemplars vells.
Cama curta, de 2-3 cm, cilíndrica, sovint atenuada vers la base, llisa a l’àpex, de color blanquinós a groguenc o carni, amb escrobicles de color crema, sobre tot amb l’edat i vers la base.
Carn compacta, de color crema, que, en tallar-la, es torna groguenca i vermella en KOH; olor suau, un xic fruitada, i sabor primer amargant i després clarament acre; làtex molt abundant, blanc, que es torna groc citrí en exposar-lo a l’aire, de sabor picant, amb KOH esdevé ràpidament taronja.     

## Hàbitat
Des de la tardor a principis de l’hivern;  sobre sòls preferentment silícics; des de la terra baixa a la muntanya mediterrània;  en boscos de coníferes, primordialment pi pinastre, també pi pinyoner i pi blanc, acompanyats de roure de fulla petita, alzina i, gairebé sempre, de bruc boal (Erica arborea), bruguerola o estepes (Cistus salviifolius, C. laurifolius).

## Distribució geogràfica
Ocasional. A Catalunya havia estat confosa amb la cabra de sofre (Lactarius citriolens), més pròpia d’ambients de muntanya, on creix sota bedolls (Betula pendula). Ha estat citat de Catalunya, País Valencià i Balears.

## Espècies semblants
Propera a l'enganyapastors de llet blanca (Lactarius zonarius), l'enganyapastors de pollancre (L. evosmus) i el pigallat (L. mediterraneensis); cap de les tres lleteroles tenen les làmines anastomosades vora la cama. El primer presenta el barret zonat, de marge pubescent en el jove, i el làtex abundant. L. evosmus te les làmines blanques o cremoses, sense tons rosacis, i la carn fa olor de poma. De L. mediterraneensis es separa pel làtex i la carn, que viren a groc un cop exposats, pel barret que és escrobiculat de manera molt patent i per la reacció al KOH, que en el cas de la carn vira a groc crom, en especial sota la cutícula i sobre les làmines.

## Comestibilitat
Sense interès culinari; carn excessivament picant.